# Núcleo de Estudos de População (NEPO)
O Núcleo de Estudos de População "Elza Berquó" (NEPO) é uma unidade de pesquisa interdisciplinar e multidisciplinar na área de Demografia e Estudos de População da Universidade Estadual de Campinas (UNICAMP), localizado em Campinas, São Paulo. 
Na Unicamp, os núcleos e centros não são unidades docentes, porém o Nepo participa ativamente do Programa de Pós-Graduação em Demografia do Instituto de Filosofia e Ciências Humanas da Unicamp.

## Histórico
O NEPO foi criado 25 de maio de 1982, vinculado à Coordenadoria de Centros e Núcleos (Cocen) da UNICAMP, participando da consolidação da área de estudos populacionais no Doutorado em Ciências Sociais, do Instituto de Filosofia e Ciências Humanas da Unicamp. A partir de 1993, foi criado o Programa de Pós-Graduação em Demografia, nível doutorado, e em 2002, o programa incluiu o nível mestrado.
A trajetória do Nepo difere da do Cedeplar, pois não recebeu aportes específicos estrangeiros para a implementação e realização do seu programa básico, sendo mais importantes os auxílios financeiros recebidos da Finep e do CNPq. Entretanto, na realização dos seus trabalhos de pesquisa e de cursos especializados, o Nepo recebeu apoios significativos da Fundação Ford, do Fundo de População das Nações Unidas (UNFPA) e de outros como o apoio da Fundação Ford para o Programa de Saúde Reprodutiva e Sexualidade (1990-2004) e para o Programa Interinstitucional de Treinamento em Metodologia de Pesquisa em Gênero, Sexualidade e Saúde Reprodutiva (1994-2004), assim como o apoio do UNFPA para o Programa Interinstitucional de Avaliação e Acompanhamento das Migrações Internacionais no Brasil.
Em 1996, o Núcleo de Estudos de População obteve o “título” de núcleo de excelência em pesquisa, ao ter aprovado o projeto Redistribuição da População e Meio Ambiente: São Paulo e Centro-Oeste sob a coordenação de Daniel Joseph Hogan, que também foi coordenador do núcleo de 1998 até 2001.

## Linhas de Pesquisa
O NEPO atua em diferentes linhas de pesquisa: Demografia das Etnias; Demografia e Políticas Públicas; Demografia Histórica; Família, Gênero e População; Redistribuição Espacial da População; População e Ambiente; População e Saúde; Saúde Reprodutiva e Sexualidade.